# Эпидемия (фильм, 1987)
«Эпиде́мия» (англ. Epidemic) — датский драматический художественный фильм 1987 года режиссёра Ларса фон Триера. Является второй лентой кинотрилогии Ларса фон Триера «Европа»: «Элемент преступления» (1984) — «Эпидемия» (1987) — «Европа» (1991).

## Сюжет
Да здравствуют пустяки! <...> На фоне основательных и серьёзных отношений с молодыми мужчинами "Эпидемия" позиционирует себя как пустяк, ибо среди пустяков чаще всего и встречаются шедевры.
Ларс и Нильс пишут сценарий к фильму с названием «Инспектор и проститутка» (намёк на предыдущий фильм фон Триера — «Элемент преступления»). Работа подходит к концу, и вскоре сценарий будет представлен эксперту Датского института кинематографии Клаэсу Кастхольму Хансену. По нелепой случайности дискета со сценарием была повреждена. У сценаристов остаётся пять дней, чтобы написать новый сценарий.
Ларс и Нильс пишут новый сценарий о молодом человеке, который работает врачом в некой стране будущего, охваченной чумой.
Врач-идеалист пытается помочь больным, не подозревая, что сам распространяет инфекцию.
На ужин с экспертом приходит гипнотизёр с молодой женщиной. Женщина под гипнозом переживает и пересказывает ужасные сцены истории, изложенной в сценарии.

## В ролях
- Ларс фон Триер — в роли самого себя / Доктор Месмер
- Нильс Форсель — в роли самого себя
- Майкл Гелтинг
- Клаэс Кастхольм Хансен — в роли самого себя
- Сусанна Оттесен — Сусанна
- Олаф Уссинг — врач из «фильма в фильме»
- Оле Эрнст — врач из «фильма в фильме»
- Иб Хансен — врач из «фильма в фильме»
- Сесилия Хольбек Триер — медсестра
- Свен Али Хаманн — гипнотизёр
- Гитте Линд — медиум
- Удо Кир — в роли самого себя
- Анья Хеммингсен — девушка из Атлантик-Сити
- Кирстен Хеммингсен — женщина из Атлантик-Сити
- Майкл Симпсон — шофёр и пастор

## Съёмочная группа
Все сцены для «фильма в фильме» снимал Хеннинг Бендтсен, оператор Дрейера.
- Сценарий: Ларс фон Триер и Нильс Форсель.
- Оператор: Хеннинг Бендтсен (35 мм), Ларс фон Триер, Нильс Вёрсель, Кристофер Нюхольм, Сесилия Хольбек Триер, Сусанна Оттесен, Александр Грошинский (чёрно-белая плёнка, 16 мм).
- Художник-постановщик: Петер Грант.
- Костюмер: Манон Расмуссен.
- Монтаж: Ларс фон Триер, Томас Краг.
- Музыка: Рихард Вагнер, увертюра к опере «Тангейзер», Иоганн Себастьян Бах, Ларс фон Триер и Нильс Форсель.

## Награды и номинации
- 1988 — номинант премии International Fantasy Film Award в категории лучший фильм.

## Интересные факты
...это самый сложный фильм из всех, что я делал. Оказалось, что делать все самостоятельно — тяжкий труд.
- Ларс фон Триер утверждал, что фильм «Эпидемия» является своего рода наброском к телесериалу «Королевство»[2].
- Сюжет «фильма в фильме», по мнению Ларса фон Триера, немного напоминает «Бал вампиров» Романа Полански[2].
- Члены экспертной комиссии «Данмаркс радио», состоящей из пяти человек, после просмотра «Эпидемии» заявили, что «Эпидемия» — «...худший фильм, который они когда-либо видели. По их мнению, он совершенно непонятен и лишён смысла и к тому же технически настолько плохо сделан, что показ его по телевидению невозможен»[2].